# Cal Barber (Collsuspina)
Cal Barber és un edifici de Collsuspina (Moianès) inclòs a l'Inventari del Patrimoni Arquitectònic de Catalunya.

## Descripció
Es tracta d'una casa de notables dimensions amb coberta a dues vessants amb desaigua a les façanes laterals. Tant l'edifici com la façana principal tenen una disposició dels diferents elements que li donen un aspecte harmoniós i ordenat. La llinda està datada el 1680 i té inscrit el següent nom: "Franco Monpoay".

## Història
Contracta de construcció signada, amb data de 15 de juny de 1679, entre Francesc Montfar i Ramon Casan, mestre de cases originari de Tours, ara resident de Moià.